# Heksobendin
Heksobendin je vazodilatator koji deluje kao inhibitor preuzimanja adenozina.

## Spoljašnje veze
|  | Molimo Vas, obratite pažnju na važno upozorenje u vezi sa temama iz oblasti medicine (zdravlja). |